# Liste der Monuments historiques in Tréogat
Die Liste der Monuments historiques in Tréogat führt die Monuments historiques in der französischen Gemeinde Tréogat auf.

## Liste der Bauwerke
| Bezeichnung      | Beschreibung | Standort | Kennzeichnung | Schutzstatus | Datum | Bild           |
| ---------------- | ------------ | -------- | ------------- | ------------ | ----- | -------------- |
| Kirche St-Boscat |              | (Lage)   | PA29000063    | Inscrit      | 2008  | weitere Bilder |

## Liste der Objekte
- Monuments historiques (Objekte) in Tréogat in der Base Palissy des französischen Kultusministerium